# Église Notre-Dame de La Jarne
Pour les articles homonymes, voir Église Notre-Dame.
L'église Notre-Dame est une église catholique située à La Jarne, en France. Elle est dédiée à la Nativité de Marie.

## Localisation
L'église est située en France au sein de la région Nouvelle-Aquitaine, dans le département de la Charente-Maritime, dans le bourg de la commune de La Jarne, près de la Rochelle.

## Historique
Église de l’une des plus anciennes paroisses de l’Aunis, elle est répertoriée dès le Xe siècle. Elle fut offerte, au XIe siècle, par Elbe, comte de Châtelaillon, à l’abbaye de Saint-Cyprien de Poitiers, laquelle en dota son prieuré de Doeuil-sur-le-Mignon. Elle revint ensuite à l’évêque de Saintes.
La nef a été élargie côté sud au XVe siècle et le mur nord au XVIIe siècle, après les guerres de Religion. Le chœur date du XVIIIe siècle. On y trouve un retable à pilastres ioniques qui comporte un tableau attribué au peintre de l'École française François Louis Brossard de Beaulieu.
Il ne reste du XIIe que la façade, retouchée au XIXe siècle.

## Description
La belle façade romane classée est divisée en trois registres, recoupée verticalement par deux contreforts en formes de colonnes et encadrée de pilastres. Elle est percée d’un portail central à archivolte plein cintre à claveaux ornés retombant sur des colonnes monolithes.
Les corniches à modillons semblent représenter le combat contre les vices. La corniche du milieu comporte des métopes entre les modillons représentant une sirène, une femme mordue aux seins par deux serpents, un centaure, un chevalier, des lutteurs, un lion enfourché par un homme, ...
Le campanile à deux cloches date de la période moderne.

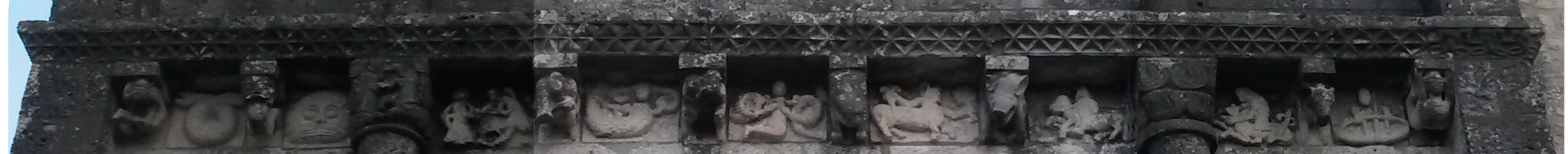
Corniche du milieu de la façade romane de l'église Notre-Dame de la Jarne.

## Protection
La façade de l'église Notre-Dame, datant du XIIe siècle, a été classée au titre des monuments historiques par arrêté du 16 septembre 1907

## Galerie de photos

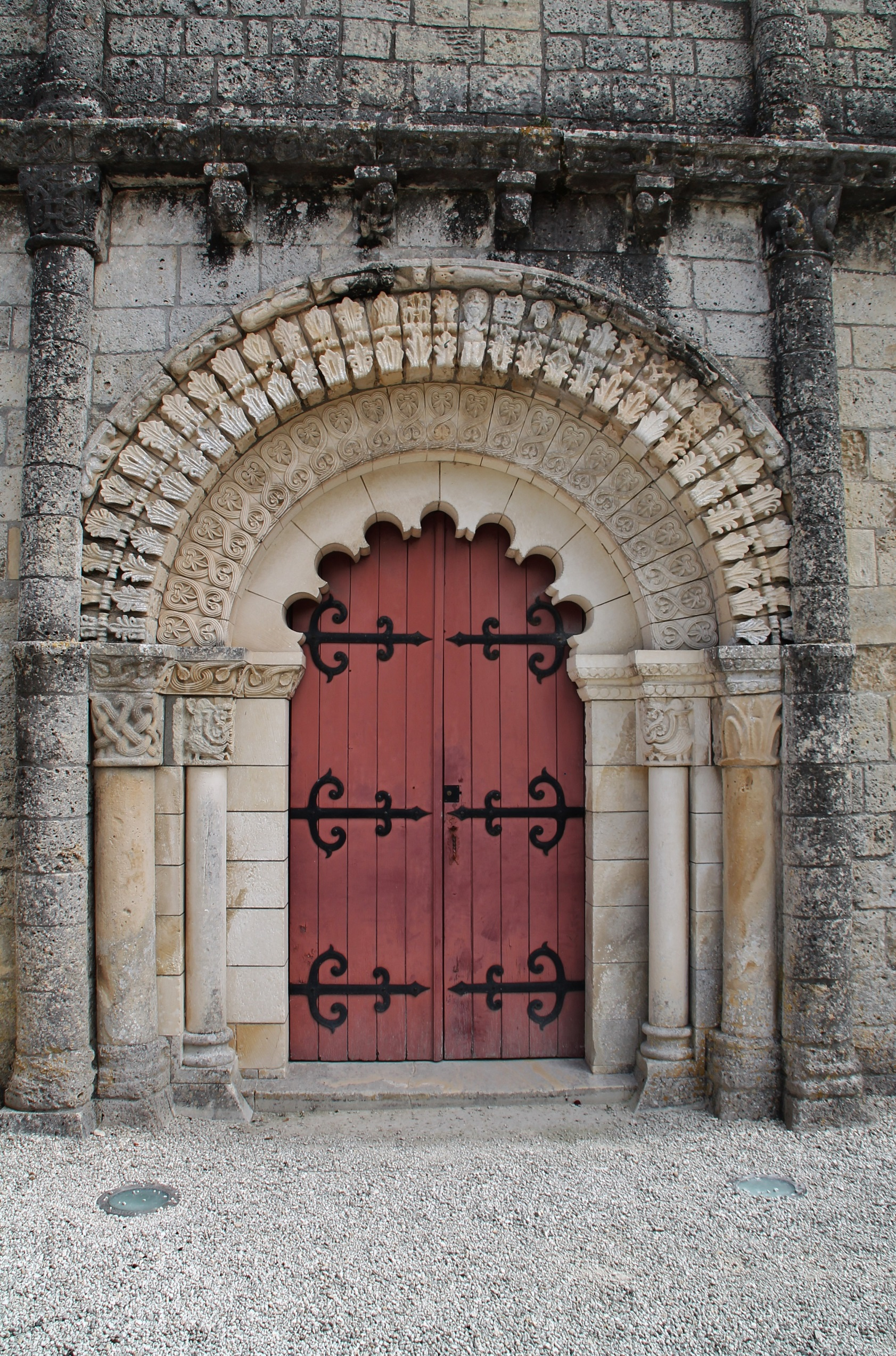
Portail de la façade romane de l'église Notre-Dame de la Jarne.
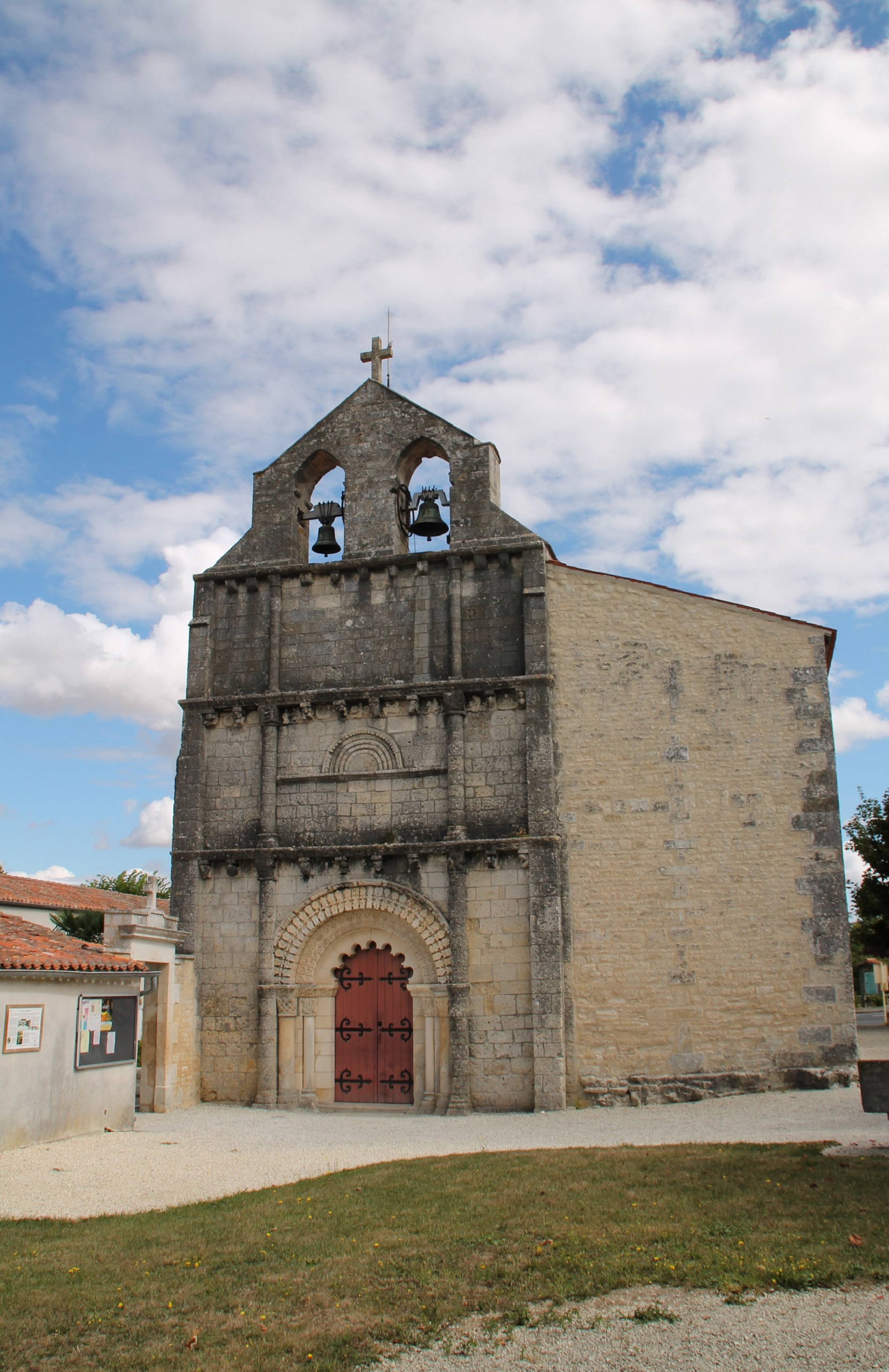
Façade de l'église Notre-Dame.
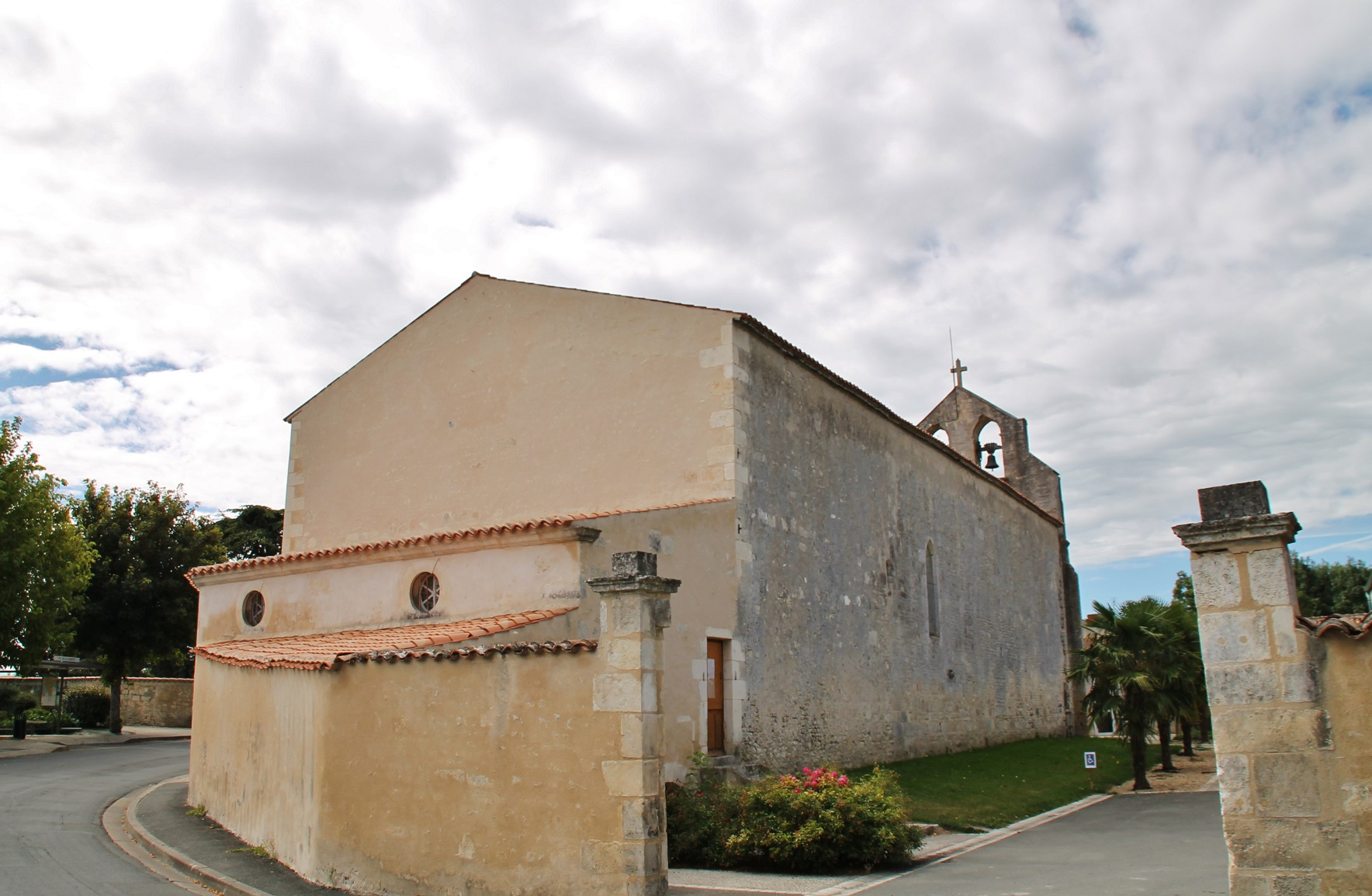